# Украинская социал-демократическая партия (1899)
Украинская социал-демократическая партия (УСДП) — украинская социалистическая партия на территории Западной Украины в 1899—1939 гг.
- В 1899—1918 годы действовала в Галиции и Буковине, входивших в состав Австро-Венгерской империи, как автономная секция Социал-демократической рабочей партии Австрии;
- 1918—1919 — самостоятельная партия в Западно-Украинской Народной Республике;
- 1919—1924, 1929—1939 гг. — самостоятельная партия на западноукраинских землях в составе Польской Республики и в украинской диаспоре.

Идеология УСДП базировалась на принципах социал-демократии — в частности, австромарксизма, а также на идее независимости и соборности Украины. В своей деятельности опиралась на промышленных и сельскохозяйственных рабочих-украинцев. Значительного влияния в общественно-политической жизни не имела.

## История

Первые депутаты от Украинской социал-демократической партии (1899) на парламентских выборах 1907 года Семён Витык и Яцко Остапчук.

### 1896—1918 годы
Украинская социал-демократическая партия Галиции и Буковины была официально основана 17 сентября 1899 на партийной конференции во Львове бывшими членами Украинской радикальной партии Ю. Бачинским, С. Витыком, Н. Ганкевичем, Я. Остапчуком, А. Шмигельским, Р. Яросевич и др.
Первая попытка образования УСДП относится ещё к сентябрю 1896 года, когда Н. Ганкевич совместно с другими членами Радикальной партии созвали тайное собрание украинских рабочих во Львове, на котором было решено основать украинскую социал-демократическую партию и издавать собственную газету на украинском языке в латинской транскрипции. 17 сентября 1896 был издан «Призыв к рабочим-русинам», в котором сообщалось об этом намерении. Инициаторами создания украинской социал-демократической партии были Иван Франко, Михаил Павлик, Николай Ганкевич и др. 1 января 1897 начал выходить печатный орган украинских социал-демократов — газета «Robitnyk» (на украинском языке в латинской транскрипции) (издатель И. Глинчак, редактор Н. Ганкевич). В программной статье «Наши силы» редакция газеты заявила, что УСДП входит в Социал-демократическую рабочую партию Австрии и поддерживает её Гайнфельдскую программу 1889 года. Отдельно было отмечено, что «для нас, русинов-украинцев, тем симпатичнее флаг социал-демократии, что на нём видится знамя национальной свободы». Предприятие, однако, закончилось неудачей: организационный комитет из-за политических разногласий распался, в свет вышло всего шесть номеров газеты «Robitnyk».
В УСДП входила небольшая группа интеллигенции, под влиянием которой находилась незначительная часть рабочих и студентов, а также крестьянства отдельных уездов Восточной Галиции. Её основатели и лидеры, Н. Ганкевич и С. Витык, были также членами Польской социал-демократической партии Галиции и Силезии (ППСДГС), занимали в ней руководящие посты. Поэтому практически весь промышленный пролетариат края, независимо от национальной принадлежности, находился в сфере влияния польских социал-демократов.
Под влиянием УСДП находилась полулегальная молодёжная организация «Молодая Украина» (1900—1903). В 1902 году УСДП и «Молодая Украина» в сотрудничестве с другими украинскими политическими партиями Галиции (УНДП, УРП) организовали и провели крестьянскую забастовку.
I съезд УСДП состоялся 21—22 марта 1903 г. в Львове под руководством Н. Ганкевича и С. Витыка. Съезд принял программу СДРПА, одобренную на её Брюннском (1899) и Венском (1901) съездах.
На этом съезде в УСДП вошла группа бывших членов «Молодой Украины» В. Старосельский, В. Темницкий, В. Левинский, Л. Ганкевич и другие. Приход в партию радикально настроенных лидеров студенческого движения привёл к появлению «молодого» крыла, поставившего целью освободить партию от влияния польской социал-демократии и сделать её самостоятельной. Группа «молодых» в УСДП выступила за кардинальное изменение тактики, активную работу по организации самостоятельного украинского рабочего движения.
В 1903—1904 годы в развитии УСДП наблюдался застой.
На парламентских выборах 1907 года партия получила около 29 тыс. голосов (8 % отданных за украинские партии) и 2 депутатских мандата (С. Витык и Я. Остапчук).
С 1907 г. УСДП получила 2 постоянных места на конгрессах II Интернационала в составе австрийской делегации.
14—15 марта 1909 г. прошёл III съезд УСДП.
К 1911 году партия насчитывала 1366 членов и имела местные комитеты в 13 городах. На выборах 1911 года получила около 25 тыс. голосов (в том числе 3 тысячи на Буковине) и один депутатский мандат (С. Витык). М. Гаврищук стал депутатом буковинского сейма.
Партийно-просветительское общество «Воля» имело 13 филиалов.
3—4 декабря 1911 на IV съезде во Львове из-за разногласий по вопросам тактики в отношении польской социал-демократии УСДП раскололась на «центристов» (Н. Ганкевич, С. Витык, Т. Мелень и др.) и «автономистов» (В. Левинский, Л. Ганкевич, П. Буняк, И. Квасница и др.).
1—2 марта 1914 г. на V съезде УСДП состоялось примирение фракций. Единство партии было восстановлено.
УСДП поддерживала связи с социал-демократическим движением Приднепровья (российской Украины).
В годы Первой мировой войны УСДП сотрудничала с Союзом освобождения Украины, приняла участие в создании и деятельности проавстрийской Главной украинской рады, позже — Всеобщей украинской рады.

### 1918—1919 годы
Делегатами Украинской национальной рады ЗУНР от УСДП были Бирчак Владимир, Бойкович Николай, Ганкевич Николай, Калинович Иван, Крупа Осип, Кулицкий Роман, Лисковацкий Иван, Марияш Григорий, Скибинский Рудольф, Чернецкий Антон. В первом правительстве ЗУНР УСДП имела своего представителя (А. Чернецкого — государственного секретаря труда и общественной опеки), но в декабре 1918 года УСДП вышла из правительственной коалиции. С января 1919 года находилась в оппозиции к правительству ЗУНР и имела значительное влияние на деятельность Крестьянско-рабочего союза.
УСДП поддерживала социалистическое правительство Директории УНР. В 1919—1920 г. входила в правительство Директории (В. Темницкий, И. Безпалко, В. Старосельский, С. Витык).

### 1919—1939 годы
В 1921 году перешла к поддержке советской власти в УССР и отрицательно относилась к эмигрантскому правительству ЗУНР. В январе 1922 года поддерживала требование воссоединения западноукраинских земель с УССР. Этот курс укрепился с присоединением к УСДП ряда депутатов с Волыни. 18 марта 1923 VI съезд УСДП одобрил переход на коммунистическую платформу, отстранил от руководства старых лидеров — Н. и Л. Ганкевичей, В. Старосольского, П. Буняка, И. Квасницу и др. В 1923 году УСДП насчитывала 4,2 тысячи членов.
30 января 1924 года УСДП была запрещена польскими властями, тогда же польская администрация ликвидировала газеты «Вперёд», «Земля и воля» и ежемесячник «Новая культура». Часть членов УСДП присоединилась к Коммунистической партии Западной Украины, а 4 депутата польского сейма от УСДП (А. Пащук, X. Приступа, И. Скрип , Я. Войтюк) вступили в коммунистическую депутатскую фракцию.
«Правая» фракция УСДП сплотилась вокруг культурно-образовательного общества «Рабочая Громада» и оформилась как группа «Вперёд» под руководством Л. Ганкевича.
Процесс постепенного восстановления партии окончательно завершил съезд 8—9 декабря 1928 г. — VI (VII) съезд УСДП во Львове.
УСДП участвовала в попытках консолидации национально-государственных сил, осудила политику «нормализации», выступила против диктатуры фашизма и коммунизма (съезды партии во Львове — 4 марта 1934 г. и 17 октября 1937 г.). В 1930-х годах УСДП организационно была очень слабой и заметной роли в политической жизни не играла.
В 1937 году председателем УСДП был избран В. Старосольский.
В межвоенный период УСДП участвовала в работе Социалистического рабочего интернационала.
Партия прекратила деятельность в начале Второй мировой войны в сентябре 1939 г.
В 1950 году бывшие члены УСДП в эмиграции создали совместно с другими эмигрантскими социалистическими группами Украинскую социалистическую партию.

## Съезды (конгрессы) УСДП
- 21—22 марта 1903 г. — I съезд
- 27—28 января 1906 г. — II съезд
- 14—15 марта 1909 г. — III съезд
- 3—4 декабря 1911 г. — IV съезд
- 1—2 марта 1914 г. — V (объединительный) съезд
- 18 марта 1923 — VI съезд
- 8—9 декабря 1928 г. — VI (VII) съезд
- 4 марта 1934 — VII (VIII) съезд
- 17 октября 1937 — VIII (IX) съезд

## Председатели УСДП
- 1-й председатель Ганкевич, Николай Юлианович — 1899—1914.
- 2-й председатель Темницкий, Владимир Николаевич — 1914—1920.
- и. о. председателя Ганкевич, Лев Юлианович  — 1920—1922.
- и. о. председателя Кушнир Иван — 1922—1923.
- 3-й председатель Панас А. — 1923—1924.
- 4-й председатель Ганкевич, Лев Юлианович — 1928—1937.
- 5-й председатель Старосольский, Владимир Акимович — 1937—1939.

## Пресса УСДП
Центральные органы УСДП:
- 1900—1907 гг. — двухнедельник «Воля».
- 1906—1912 гг. — «Земля и воля».
- 1911—1913 гг. — «Вперёд».
- 1914 г. — «Труд».
- 1918—1922, 1924 — «Вперёд».
- 1919—1920, 1922—1924 гг. — «Земля и воля».
- 1926—1928 гг. — «Вперёд».
- 1929, 1931, 1933—1934 гг. — «Вперёд».
- 1938—1939 гг. — «Рабочий голос».